# Steinberg (Wilhelmsthal)

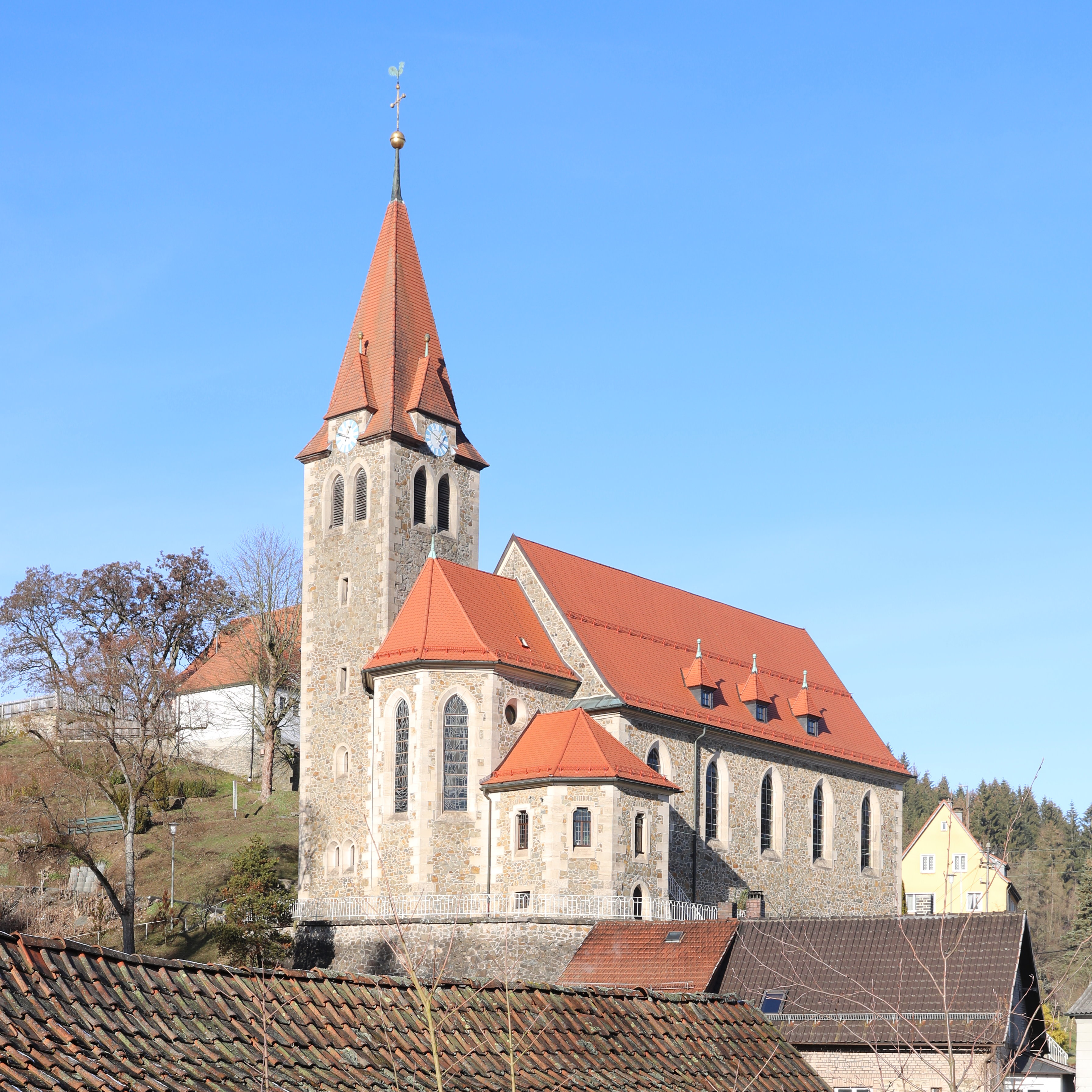
Katholische Pfarrkirche St. Pankratius

Steinberg ist ein Gemeindeteil von Wilhelmsthal im oberfränkischen Landkreis Kronach in Bayern. Steinberg ist Sitz der kommunalen Verwaltung der Gemeinde Wilhelmsthal.

## Geographie
Das Pfarrdorf erstreckt sich entlang der Kronach. Die ältesten Siedlungsteile des ursprünglichen Haufendorfes befinden sich am Schlossberg mit der alten Kirche, dem Friedhof und der neuen Kirche. Ausgehend von der Talaue entwickelte sich die Siedlung die weniger steilen Hänge hinauf.
Die Staatsstraße 2200 führt nach Wilhelmsthal (2,8 km nördlich) bzw. nach Friesen (1,7 km südlich). Die Kreisstraße KC 28 verbindet mit Kämmerlein (1,4 km nordöstlich). Gemeindeverbindungsstraßen führen nach Gries (1,8 km nordwestlich) und nach Eichenbühl (0,8 km südöstlich).

## Geschichte
Während der Besiedlung des Vorlandes des Frankenwaldes entstand Steinberg. Die Erstnennung war im Jahr 1149. Die Herren derer „von Steinberc“ waren wohl die ersten Eigentümer einer strategisch bedeutenden Burganlage östlich der Kronach auf einem Hang am Eingang zum Frankenwald. Von der Burg ist noch die Schlosskirche erhalten. 1223 fiel Steinberg an das Fürstengeschlecht Andechs-Meranien und 1248, nach dem Erlöschen des Adelsgeschlechts der Meranier, übernahmen die Bamberger Bischöfe deren Besitz. Unter deren Landeshoheit ging die Burg als Burghutlehen an Ritteradelige. Aufgrund unzureichendem baulichen Unterhalt verfiel die Burg. Erhalten blieb nur die 1422 erstmals urkundlich erwähnte Schlosskirche. Unterhalb des Schlossberges entwickelte sich an einer Furt über die Kronach nach Hesselbach und Eibenberg der ursprüngliche Altort.
Gegen Ende des 18. Jahrhunderts bildete Steinberg mit Fehnenschneidmühle und Schwammenmühle eine Realgemeinde, bestehend aus 53 Anwesen. Das Hochgericht übte das bambergische Centamt Kronach aus. Die Dorf- und Gemeindeherrschaft hatte das Vogteiamt Kronach. Grundherren waren das Rittergut Weißenbrunn-Steinberg (14 Anwesen: 9 Söldengüter, 1 Söldengütlein, 1 Tropfhaus, 3 Häuser) und das Kastenamt Kronach (34 Anwesen: 3 Höfe, 7 Söldengüter, 9 Tropfsölden, 11 Tropfhäuser, 1 Mahlmühle, 3 Schneidmühlen). Außerdem gab es an herrschaftlichen, kirchlichen und kommunalen Anwesen ein Forsthaus, eine Pfarrkirche, ein Pfarrhof, ein Schulhaus, ein Gemeindehirtenhaus und eine Gemeindeschmiede.
Steinberg ging durch den Reichsdeputationshauptschluss im Jahr 1803 in den Besitz des Kurfürstentums Bayern über. Mit dem Ersten Gemeindeedikt wurde 1808 der Steuerdistrikt Steinberg gebildet, zu dem Bärengrund, Bug, Eibenberg, Eichenbühl, Fehnenschneidmühle, Glasbach, Gries, Grümpel, Hühnerleithe, Kämmerlein, Roßlach, Sattel, Schafhut, Schwammenmühle, Steingraben, Tiefenbach und Trebesberg gehörten. Mit dem Zweiten Gemeindeedikt entstand 1818 die Ruralgemeinde Steinberg, zu der Bärengrund, Bug, Eichenbühl, Fehnenschneidmühle, Glasbach, Gries, Grümpel, Höpfermühle, Roßlach, Schafhut, Schwammenmühle, Steingraben und Trebesberg gehörten. Sie war in Verwaltung und Gerichtsbarkeit dem Landgericht Kronach zugeordnet und in der Finanzverwaltung dem Rentamt Kronach (1919 in Finanzamt Kronach umbenannt). In der freiwilligen Gerichtsbarkeit unterstand der Ort bis 1837 dem Patrimonialgericht Steinberg. 1856 wurde die Steinhausmühle eingegliedert. Ab 1862 gehörte Steinberg zum Bezirksamt Kronach (1939 in Landkreis Kronach umbenannt). Die Gerichtsbarkeit blieb beim Landgericht Kronach (1879 in das Amtsgericht Kronach umgewandelt). Vor 1952 wurde auf dem Gemeindegebiet Trebes gegründet. Die Gemeinde hatte ursprünglich eine Fläche von 11,773 km². Diese verringerte von 8,850 km² vor 1904 auf 8,592 km² vor 1964.
Im Zuge der Gebietsreform in Bayern wurde die Gemeinde Steinberg am 1. Mai 1978 nach Wilhelmsthal eingegliedert. Sitz der kommunalen Verwaltung wurde Steinberg. In die aufgelöste Gemeinde Steinberg waren zuvor Eibenberg am 1. Januar 1975, Gifting am 1. Januar 1977 und Roßlach am 1. Januar 1978 eingemeindet worden.

### Baudenkmäler
1964 gab es in Steinberg 16 Baudenkmäler. Das Forsthaus, sieben Wohnhäuser und eine Marter werden mittlerweile nicht mehr in der Baudenkmalliste geführt, so dass es derzeit (Stand: 2020) noch sieben Baudenkmäler gibt. Dies sind unter anderem:
- Alte katholische Pfarrkirche St. Pankratius, Schloßberg 25: Die alte Kirche der seit 1701 selbständigen Pfarrei stammt im Kern wohl aus dem 11. oder 12. Jahrhundert. Sie erfuhr im 17. und 18. Jahrhundert mehrmals Umgestaltungen und Vergrößerungen und von 2000 bis 2004 eine umfangreiche Renovierung. Durch einen Kirchenneubau blieben im 20. Jahrhundert Eingriffe im Innenraum der alten Kirche aus. Es ist ein Saalbau aus bossiertem Sandsteinquaderwerk, der von einem Satteldach mit einem Dachreiter überspannt wird. Eine Freskenmalerei aus dem 15./16. Jahrhundert ist neben der Tür zur Sakristei fragmentarisch sichtbar. Die gotische Balkenbohlendecke stammt aus dem 17. Jahrhundert, der älteste Teil des Hochaltars aus dem Jahr 1689. Das Gestühl stammt von 1693. Die Orgel stellte 1893 der Bayreuther Orgelbaumeister Wolf auf.[4]
- Katholische Pfarrkirche St. Pankratius, Schloßberg 22: Die neue Kirche  wurde ab 1911 im damaligen Pfarrgarten nach Plänen von Gustav Haeberle im neugotischen Stil errichtet und am 11. August 1913 geweiht. Es ist eine Saalkirche mit einem spitzbehelmten Chorseitenturm und einem Sakristeianbau. Der Bruchsteinbau wird von einem Satteldach überspannt. Renovierungen und Umgestaltungen fanden 1959 und 1995 statt.

### Einwohnerentwicklung

#### Gemeinde Steinberg
| Jahr | Einwohner | Häuser | Quelle |
| ---- | --------- | ------ | ------ |
| 1840 | 756       |        | [ 13 ] |
| 1852 | 522       |        | [ 13 ] |
| 1855 | 548       |        | [ 13 ] |
| 1861 | 559       |        | [ 14 ] |
| 1867 | 551       |        | [ 15 ] |
| 1871 | 575       | 97     | [ 16 ] |
| 1875 | 606       |        | [ 17 ] |
| 1880 | 577       |        | [ 18 ] |
| 1885 | 580       | 95     | [ 7 ]  |
| 1890 | 567       | 91     | [ 19 ] |
| 1895 | 585       |        | [ 13 ] |
| 1900 | 579       | 101    | [ 8 ]  |

| Jahr | Einwohner | Häuser | Quelle |
| ---- | --------- | ------ | ------ |
| 1905 | 606       |        | [ 13 ] |
| 1910 | 633       |        | [ 20 ] |
| 1919 | 681       |        | [ 13 ] |
| 1925 | 735       | 113    | [ 21 ] |
| 1933 | 780       |        | [ 13 ] |
| 1939 | 786       |        | [ 13 ] |
| 1946 | 984       |        | [ 13 ] |
| 1950 | 991       | 140    | [ 22 ] |
| 1952 | 953       |        | [ 13 ] |
| 1961 | 967       | 177    | [ 9 ]  |
| 1970 | 1161      |        | [ 23 ] |

#### Pfarrdorf Steinberg
| Jahr      | 001818 | 001861 | 001871 | 001885 | 001900 | 001925 | 001950 | 001961 | 001970 | 001987 |
| Einwohner | 334    | 306    | 338    | 370    | 369    | 515    | 797    | 772    | 983    | 881 *  |
| Häuser    | 52     |        |        | 61     | 62     | 79     | 106    | 144    |        | 222 *  |
| Quelle    | [ 6 ]  | [ 14 ] | [ 16 ] | [ 7 ]  | [ 8 ]  | [ 21 ] | [ 22 ] | [ 9 ]  | [ 23 ] | [ 24 ] |

## Religion
Der Ort war bis zur ersten Hälfte des 20. Jahrhunderts fast ausschließlich katholisch. Die Protestanten sind seit dem 19. Jahrhundert nach Kronach gepfarrt.

## Wappen
Das Wappen von 1957 ist geteilt durch einen goldenen Zinnenbalken in Blau und Schwarz. Oben befindet sich ein herschauender, rot bewehrter silberner Löwe, unten ein aus dem Schildfuß aufsteigender goldener Berg in Dreiecksform. Der Löwe ist das Wappentier der Grafen von Andechs-Meranien, die im 13. Jahrhundert im Besitz von Steinberg waren. Die Zinnenbalken erinnern an eine Burg, die im 11. Jahrhundert vom ortsadeligen Geschlecht der Steinperc errichtet wurde. Die untere Schildhälfte zeigt den Steinberg.